# Georgeta
Georgeta ist ein Vorname.

## Herkunft und Varianten
Der Name wird vor allem im Rumänischen verwendet und ist eine weibliche Form von Georg.
Eine weitere Variante ist Georgiana. Männliche rumänische Formen sind George und Gheorghe.
In anderen Sprachen lautet der weibliche Name etwa Györgyi/Györgyike (ungarisch), Gergana (bulgarisch), Đurđa (kroatisch), Giorgina (italienisch), Jiřina (tschechisch), Georgina (deutsch, spanisch, niederländisch), Georgene/Georgia/Georgiana/Georgina (englisch), Georgette/Georgine/Gigi (französisch), Georgia (griechisch), Györgyi (ungarisch), Djuradja/Đurađa (serbisch).

## Bekannte Namensträgerinnen
- Georgeta Damian (* 1976), rumänische Ruderin
- Georgeta Gabor (* 1962), rumänische Kunstturnerin
- Georgeta Hurmuzachi (* 1936), rumänische Kunstturnerin.
- Georgeta Narcisa Lecușanu (* 1976), rumänische Handballspielerin
- Viorica Pompilia Georgeta Moisuc (* 1934), rumänische Politikerin